# 42-й меридіан західної довготи
42-й меридіан західної довготи — лінія довготи, що лежить на 42 градуси західніше Гринвіцького меридіана. Вона проходить від Північного полюса через Північний Льодовитий океан, Гренландію, Атлантичний океан, Південну Америку, Південний океан та Антарктиду до Південного полюса.
42-й меридіан західної довготи формує велике коло разом із 138-мим меридіаном східної довготи.

## Список географічних об'єктів, що перетинає 42° зх. д.
Починаючи на Північному полюсі та рухаючись до Південного полюса, 42-й меридіан західної довготи проходить через:
| Координати                                                 | Країна, територія або море               | Примітки |
| ---------------------------------------------------------- | ---------------------------------------- | --- |
| 90°0′ пн. ш. 42°0′ зх. д. / 90.000° пн. ш. 42.000° зх. д.  | Північний Льодовитий океан               | |
| 83°40′ пн. ш. 42°0′ зх. д. / 83.667° пн. ш. 42.000° зх. д. | Море Лінкольна                           | |
| 83°13′ пн. ш. 42°0′ зх. д. / 83.217° пн. ш. 42.000° зх. д. | Гренландія                               | Проходить через Землю Нансена[en] |
| 82°51′ пн. ш. 42°0′ зх. д. / 82.850° пн. ш. 42.000° зх. д. | Фьорд Йохана Коха[en] Фьорд Наварана[en] | |
| 82°40′ пн. ш. 42°0′ зх. д. / 82.667° пн. ш. 42.000° зх. д. | Гренландія                               | Проходить через Землю Фройхена[en] |
| 62°43′ пн. ш. 42°0′ зх. д. / 62.717° пн. ш. 42.000° зх. д. | Атлантичний океан                        | |
| 2°43′ пд. ш. 42°0′ зх. д. / 2.717° пд. ш. 42.000° зх. д.   | Бразилія                                 | Мараньян Піауї Баїя Мінас-Жерайс Ріо-де-Жанейро |
| 23°1′ пд. ш. 42°0′ зх. д. / 23.017° пд. ш. 42.000° зх. д.  | Атлантичний океан                        | Проходить східніше скель Шаг[en], Південна Джорджія та Південні Сандвічеві Острови Проходить західніше Чорної скелі[en], Південна Джорджія та Південні Сандвічеві Острови |
| 60°0′ пд. ш. 42°0′ зх. д. / 60.000° пд. ш. 42.000° зх. д.  | Південний океан                          | |
| 77°40′ пд. ш. 42°0′ зх. д. / 77.667° пд. ш. 42.000° зх. д. | Антарктида                               | Проходить через Аргентинську Антарктиду та Британську Антарктичну Територію (претендують Аргентина та Велика Британія)                                                    |